# 頭痛肩こり樋口一葉
『頭痛肩こり樋口一葉』（ずつうかたこりひぐちいちよう）は、井上ひさしによる戯曲である。若くして亡くなった明治の作家樋口一葉の人生を描いた作品で、1984年にこまつ座の旗揚げ公演として初演された。登場人物6人が全て女性であることから「女優劇」と称される。また、音楽劇、評伝劇、群像会話劇とも称される。

## 執筆背景
長女の井上都によると、「今の女性の地位は一葉らの積み重ねがあってのこと」として旗揚げ公演の題材を一葉にしたという。決定稿が完成したのは初演直前の1984年3月28日だった。当初の劇中劇の構想がぎりぎりで崩れてしまい、2月末に原稿用紙約160枚の初稿を破棄し、書き直した。

## 登場人物
- 樋口夏子（一葉）19歳
- 邦子 - 夏子の妹　17歳
- 多喜 - 夏子の母　57歳
- 稲葉鑛（こう） - もと旗本の娘（多喜が乳母として育てた）34歳
- 中野八重 - 夏子の旧友　23歳
- 花蛍（はなぼたる） - 幽霊　27歳

（年齢は劇がはじまったときのもの）

## あらすじ
全10場。樋口夏子が19歳だった1890年（明治23年）から1898年（明治31年）まで、一場面を除いてそれぞれの年の盆の7月16日、夕方から夜にかけての様子が描かれる。場所は芝西応寺町の虎之助（夏子の次兄）の家、菊坂町の夏子の借家が２か所、竜泉町の夏子の借家、丸山福山町の夏子の借家の五か所。つねに二間と庭で、一間には仏壇がある。

## 上演史

### 初演
こまつ座の旗揚げ公演として、1984年4月5日から4月19日は紀伊國屋ホール、5月8日から19日は三越ロイヤル・シアター、5月24日から25日は浅草公会堂で上演された。演出は木村光一。キャストは、母・樋口多喜を渡辺美佐子、夏子を香野百合子、妹・邦子を白都真理、稲葉鑛を上月晃、中野八重を風間舞子、花蛍は新橋耐子。宣伝美術は安野光雅が手がけ、戯曲の単行本の表紙も飾っている。

### 初演以降
一葉役は香野百合子、日下由美、原田美枝子、宮崎淑子、未来貴子、有森也実、波乃久里子、田畑智子が演じた。
1991年には五演目が木村光一演出で上演された。一葉は原田美枝子、多喜は佐々木すみ江、鑛は三田和代が初めて演じた。邦子役のあめくみちこ、八重役の風間舞子、花蛍役の新橋耐子は再演。サンシャイン劇場（東京・池袋）、近鉄劇場（大阪）などで上演された。
1994年にはこまつ座十周年企画として六演目が木村光一演出で上演された。一葉は宮崎淑子が演じた。他の出演者は大塚道子、新橋耐子、高汐巴、西山水木、山本郁子。
1996年には木村光一演出、一葉役未来貴子で紀伊国屋ホールにて上演された。

2000年には、劇団新派によって新橋演舞場にて上演された。一葉を波乃久里子、鑛を水谷八重子が演じた。多喜は英太郎、邦子は紅貴代、花蛍は新橋耐子、八重は長谷川稀世が演じた。
2003年には、紀伊国屋サザンシアター（東京）で木村光一演出で上演された。出演は有森也実、大塚道子、久世星佳、新橋耐子ら。
2009年には南座（京都）で上演された。一葉は田畑智子、花蛍は池畑慎之介が演じた。他の出演は野川由美子、杜けあき、大鳥れいなど。
2013年にはこまつ座100回記念公演として上演された。演出は栗山民也。夏子は小泉今日子、邦子は深谷美歩、多喜は三田和代、八重は熊谷真実、花蛍は若村麻由美、鑛は愛華みれが演じた。紀伊国屋サザンシアターにて上演後、全国4か所で上演された。
2016年には、樋口一葉没後120年記念公演として東宝とこまつ座の提携により上演された。夏子は永作博美が演じた。演出は栗山民也。夏子以外のキャストは2013年公演と同じ。この公演中に通算800回めの上演を迎えた。2016年8月5日から25日まで日比谷シアタークリエ（東京）、その後全国7か所で上演された。
2022年には、こまつ座公演として上演。夏子は貫地谷しほり。多喜は増子倭文江、八重は熊谷真実、鑛は香寿たつき、邦子は瀬戸さおり、花蛍は若村麻由美。東京（紀伊國屋サザンシアター）・大阪（新歌舞伎座）・岡山（津山文化センター）・多摩（パルテノン多摩）で上演された。

## 受容・評価
初演以来、数々の上演がなされており、井上戯曲の中でも好評を得ている作品といえる。
初演の1984年には「旗揚げ公演は上々の出来だった。女優たちの演技も魅力的だったが、なんといっても脚本がよい。」「傑作の一つであろうと思われる」と評価されており、初演だけで2万５千人の人が観ている。
その好評の要因の一つに「笑い」が挙げられている。「笑いの内側に封じ込められた悲しみ。それは神聖な怒りの相さえ帯びていた」「この芝居は他の井上戯曲と同じく決して問題劇ではない。面白おかしいシバイなのだ」と評されている。
男たちによる社会で苦労する薄幸な女たちを描いており、背景には明治の女たちにとっての近代という重い宿命とも言えるものがある。にもかかわらず、彼女たちは健気で底抜けの明るさをもって生きており、そこには作者の暖かい目が向けられていて、社会科学の絵解きのような近代批判になっていない。明るい女たちが呼ぶ爆笑という喜劇の手法が奥深い暗闇を照らし出すような鋭さをもち、低い場所から社会を見ていた樋口一葉を描いている。
一方、評伝劇として、半井桃水への一目ぼれや女性解放家としての側面も書かれていて、一葉の作品の背景がよく紹介されている。
一葉は捉えるのが難い人であるが、＜彼女は最上層と最下層の女を同時に生きていた＞と言っていた井上ひさしは、この作品の中で、下世話な一葉伝説を浄化し、一葉像を一気に高めたと評価された。
また、女性6名だけが登場する演劇として、三島由紀夫「サド侯爵夫人」（1965年）との関連が指摘されている。

## 戯曲の刊行情報
- 頭痛肩こり樋口一葉　井上ひさし　集英社　1984年（集英社文庫　1988年）
- 井上ひさし全芝居 その3　井上ひさし　新潮社　1984
- 現代日本戯曲大系 第13巻 1984-1986　三一書房編　三一書房　1998